# 国際連合議会会議

国際連合議会会議の旗

国際連合議会会議（こくさいれんごうぎかいかいぎ、United Nations Parliamentary Assembly、UNPA）とは、加盟国の立法者を国際連合へ関与させるための、そして最終的には、世界規模の市民による国際連合議会議員の直接選挙を目指した、国際連合機関を追加・新設する提案・構想である。
現在の国家を単位とし、その利害に左右される意思決定ではなく、各国の市民の意思が直接に国際連合に反映されることを目的とし、世界政府の構想に近い。類似した現存の制度としては欧州議会の欧州議会議員制度が最も近く、欧州評議会の議員会議も当構想の原型にある。